# Championnats du monde juniors de ski alpin 1996
Navigation
Édition précédente Édition suivante
Les Championnats du monde juniors de ski alpin 1996 sont la quinzième édition des Championnats du monde juniors de ski alpin. Ils se déroulent du 27 février au 3 mars 1996 à Schwytz, en Suisse. L'édition comporte dix épreuves : descente, super G, slalom géant, slalom et combiné dans les catégories féminine et masculine. Néanmoins les combinés ne sont pas des courses supplémentaires mais la combinaison des résultats des descentes, slaloms géants et slaloms. Les athlètes autrichiens remportent la moitié des titres et l'Autriche fini en tête au tableau des médailles. Côté performances individuelles, ce sont les autrichiens Rainer Schönfelder et Selina Heregger qui sont en tête avec chacun deux titres remportés et une médaille d'argent.

## Tableau des médailles
| Rang  | Nation    | Or | Argent | Bronze | Total |
| ----- | --------- | -- | ------ | ------ | ----- |
| 1     | Autriche  | 5  | 3      | 3      | 11    |
| 2     | Suisse    | 3  | 4      | 1      | 7     |
| 3     | Italie    | 1  | 1      | 0      | 2     |
| 4     | Suède     | 1  | 0      | 0      | 2     |
| 5     | Slovénie  | 0  | 1      | 2      | 3     |
| 6     | Allemagne | 0  | 1      | 1      | 2     |
| 7     | France    | 0  | 0      | 1      | 1     |
| 7     | Finlande  | 0  | 0      | 1      | 1     |
| 7     | Canada    | 0  | 0      | 1      | 1     |
| Total | Total     | 10 | 10     | 10     | 30    |

## Podiums

### Hommes
| Épreuves                    | Or                 | Argent              | Bronze                 |
| --------------------------- | ------------------ | ------------------- | ---------------------- |
| Descente 27/02              | Ambrosi Hoffmann   | Daniel Dorigo       | Claudio Dietrich       |
| Super G 28/02               | Didier Défago      | Silvano Beltrametti | Pierre-Emmanuel Dalcin |
| Slalom géant 1/03           | Rainer Schönfelder | Daniel Uznik        | Didier Défago          |
| Slalom 3/03                 | Benjamin Raich     | Rainer Schönfelder  | Brent McKinlay         |
| Combiné 27/02, 1/03 et 3/03 | Rainer Schönfelder | Didier Défago       | Kalle Palander         |

### Femmes
| Épreuves                     | Or               | Argent           | Bronze             |
| ---------------------------- | ---------------- | ---------------- | ------------------ |
| Descente 27/02               | Selina Heregger  | Sylviane Berthod | Eveline Rohregger  |
| Super G 28/02                | Sylviane Berthod | Katarina Breznik | Elisabeth Brandner |
| Slalom géant 29/02           | Karen Putzer     | Selina Heregger  | Katarina Breznik   |
| Slalom 2/03                  | Sandra Hälldahl  | Monika Bergmann  | Sabine Egger       |
| Combiné 27/02, 29/02 et 2/03 | Selina Heregger  | Sylviane Berthod | Katarina Breznik   |